# Scram

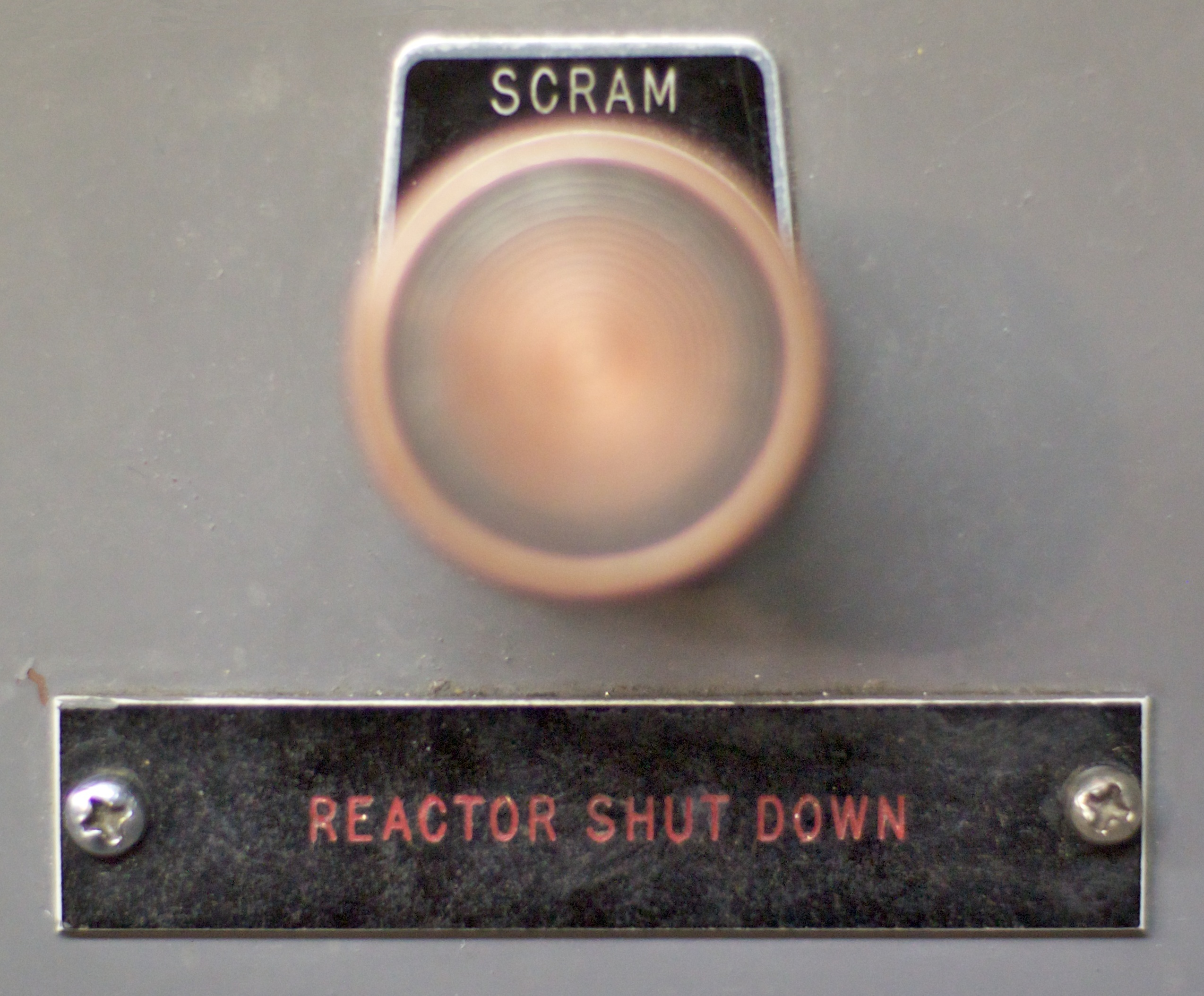
Tlačítko SCRAM z výzkumného reaktoru EBR-I.

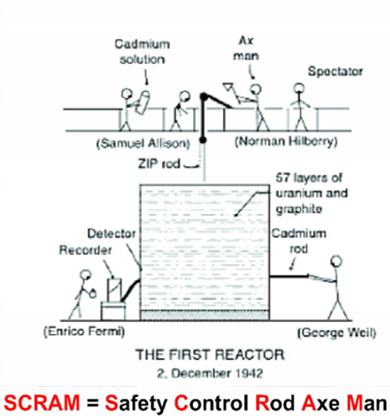
Schéma bezpečnostních prvků reaktoru CP-1.

Scram nebo SCRAM (u tlakovodních reaktorů častěji Trip, u RBMK často AZ-5, rusky АЗ-5) je výraz používaný pro nouzové vypnutí jaderného reaktoru. Většinou se jedná o rychlé zavedení regulačních tyčí do aktivní zóny, po kterém dojde k odstavení reaktoru. Výraz je akronymem anglického „Safety Control Rod Axe Man“, čímž se doslova míní „sekerník (u závěsu) bezpečnostních řídících tyčí“.[zdroj?] I když tento výraz byl poprvé použit u jaderného reaktoru Chicago Pile-1 (CP-1), nyní se s ním lze setkat např. u serverových farem či modelů železnic.

## Mechanismus
V každém reaktoru je pomocí SCRAM dosaženo záporné reaktivity uvnitř reaktoru. U lehkovodních reaktorů se používají absorpční regulační tyče. Samotný mechanismus závisí na typu reaktoru. U tlakovodních reaktorů (PWR) jsou regulační tyče spouštěny vrchem pomocí pohonů regulačních tyčí. Při selhání pohonů je SCRAM navržen tak, aby se tyče uvolnily a vlastní vahou spadly do aktivní zóny. U varných reaktorů (BWR) jsou regulační a řídící tyče zaváděny do aktivní zóny zespoda. Systém je opět navržen tak, aby při selhání pohonů dokázal tyto tyče dostatečně rychle do aktivní zóny zavést. Využívá se předepjatých pružin či předtlakovaného hydraulického systému, který tyče vstřelí do aktivní zóny. U obou typů reaktorů je sekundární systém, často i terciární, který dokáže tyče do aktivní zóny reaktoru zavést, pokud primární systém selže.

## Odezva reaktoru
Neutrony jsou produkovány přímo ze štěpné reakce v palivu. Tyto neutrony mají vysokou rychlost, nazýváme je tedy rychlými neutrony. Pro další štěpení se musí nejprve zpomalit, aby byly schopny vyvolat další štěpení jader. Nejčastěji se zpomalí až v moderátoru, který je mezi palivovými články. Zasunutím regulačních tyčí, které slouží jako absorbátor, dojde k pohlcení významné části těchto neutronů, které se tak dále nepodílejí na štěpení. Tím současně dojde k rychlému snížení výkonu reaktoru.
Pokles výkonu přibližně odpovídá exponenciální křivce. Významný pokles nastane v řádu sekund. Výkon klesá na hodnotu danou zejména uvolňovaným teplem v důsledku přirozeného rozpadu široké škály radionuklidů, které se v reaktoru nachází po zastavení řetězové štěpné reakce. Bezprostředně odstavení (u reaktoru s výkonem 3 GW) je asi 300 MW, v řádu hodin asi 30 MW, v řádu měsíců 1 MW a v řádu let desítky kW.